# Сент-Илер-Перу
Сент-Иле́р-Перу́ (фр. Saint-Hilaire-Peyroux, окс. Sent Alari Peiros) — коммуна во Франции, находится в регионе Лимузен. Департамент — Коррез. Входит в состав кантона Тюль-Кампань-Нор. Округ коммуны — Тюль.
Код INSEE коммуны — 19211.
Коммуна расположена приблизительно в 410 км к югу от Парижа, в 80 км юго-восточнее Лиможа, в 11 км к юго-западу от Тюля.

## История
Во время Великой французской революции название коммуны было изменено на Ле-Перу-Мара (фр. Le Peyrou-Marat).

## Население
Население коммуны на 2008 год составляло 899 человек.
| 1962 | 1968 | 1975 | 1982 | 1990 | 1999 | 2008 |
| ---- | ---- | ---- | ---- | ---- | ---- | ---- |
| 1033 | 1011 | 854  | 787  | 807  | 791  | 899  |

## Администрация
| Период | Период | Фамилия          | Партия                  | Примечания                            |
| ------ | ------ | ---------------- | ----------------------- | ------------------------------------- |
| 1959   | 1983   | Антуан Роль      |                         |                                       |
| 1983   | 1993   | Рене Мори        | Социалистическая партия |                                       |
| 1993   |        | Жан-Клод Перамар | Социалистическая партия | пенсионер, бывший банковский служащий |

## Экономика
В 2007 году среди 559 человек в трудоспособном возрасте (15-64 лет) 431 были экономически активными, 128 — неактивными (показатель активности — 77,1 %, в 1999 году было 73,2 %). Из 431 активных работали 410 человек (219 мужчин и 191 женщина), безработных было 21 (10 мужчин и 11 женщин). Среди 128 неактивных 39 человек были учениками или студентами, 64 — пенсионерами, 25 были неактивными по другим причинам.

## Города-побратимы
- Шопфлох (Германия)

## Фотогалерея

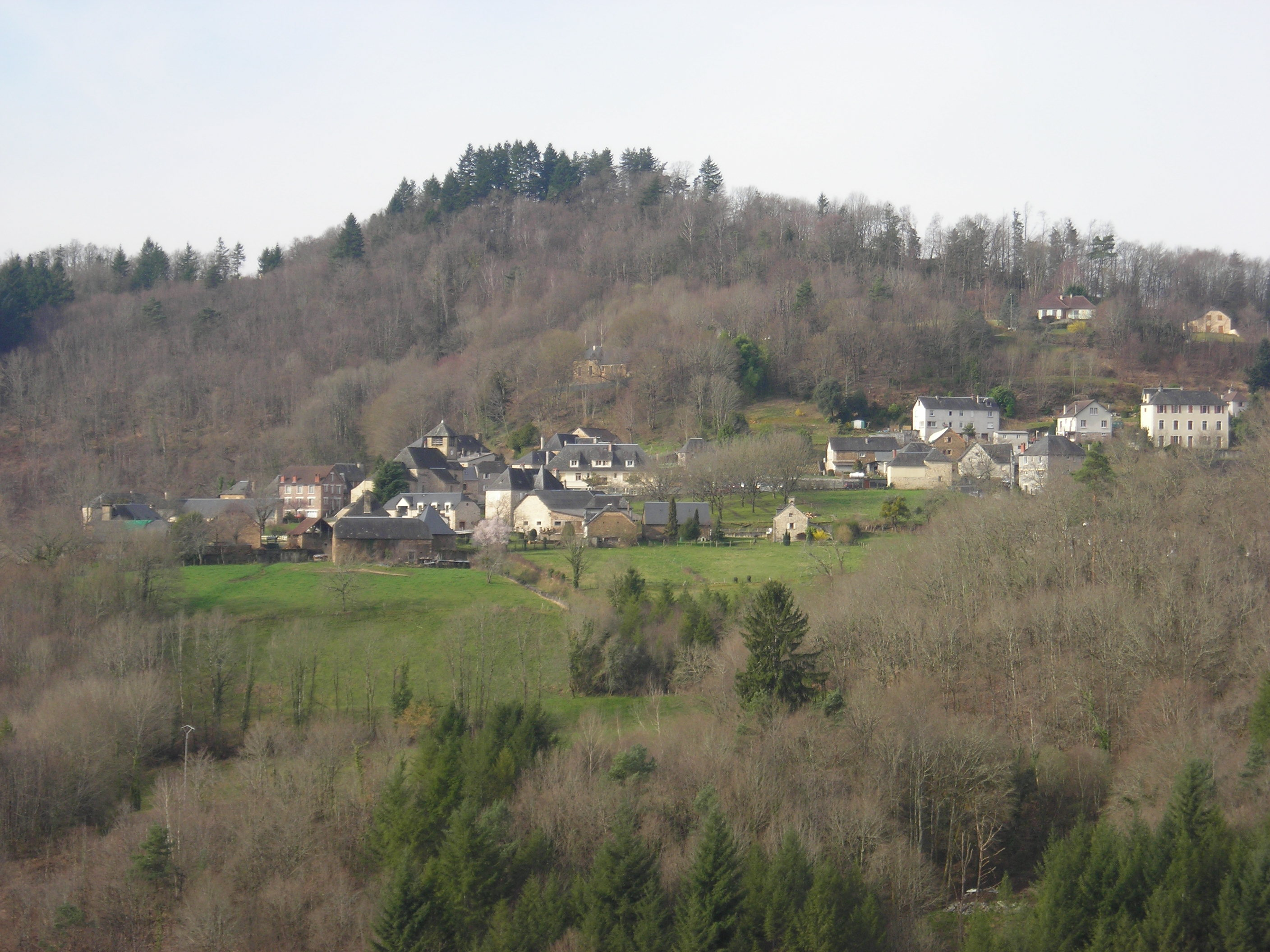
Сент-Илер-Перу
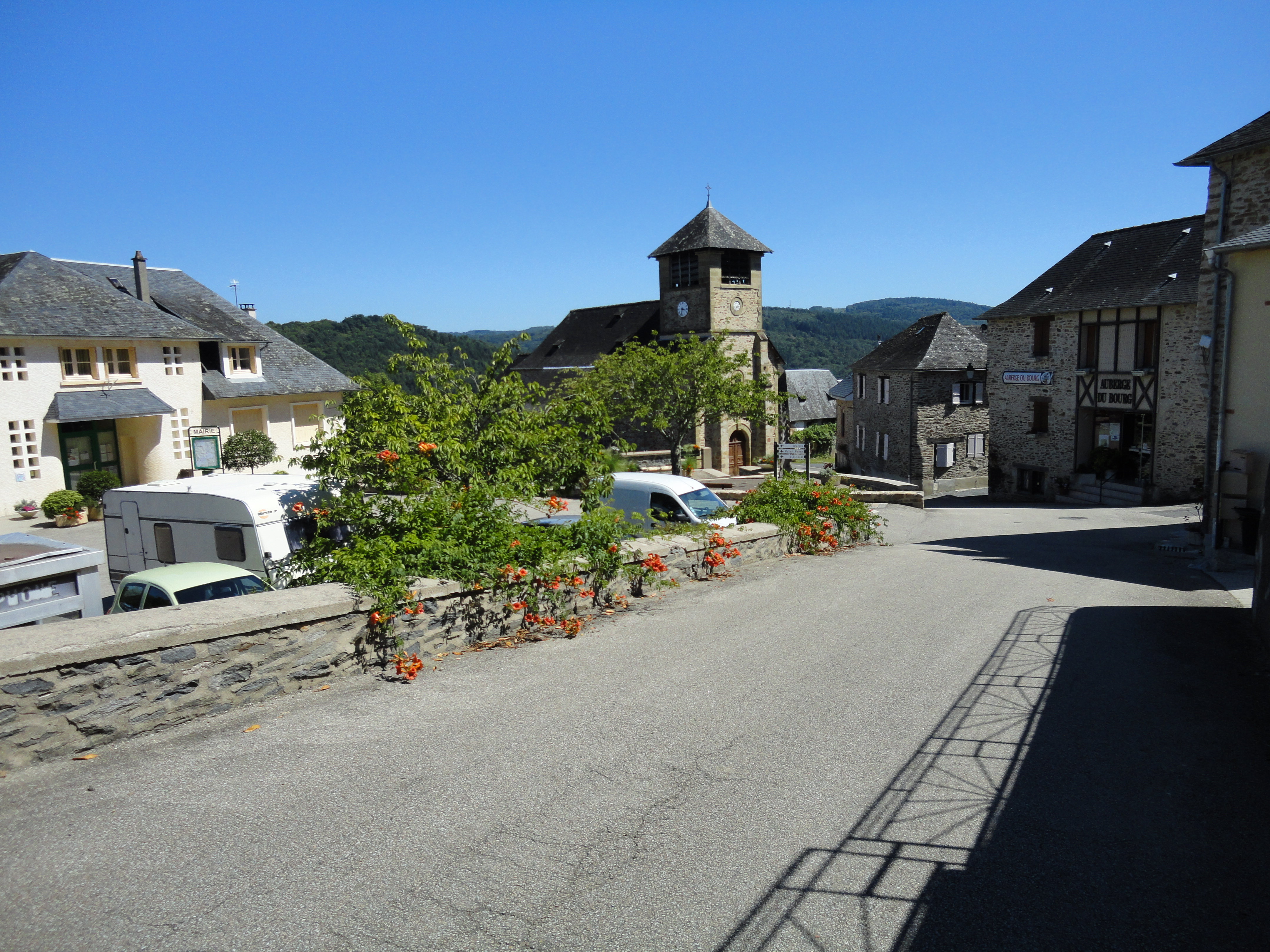
Сент-Илер-Перу
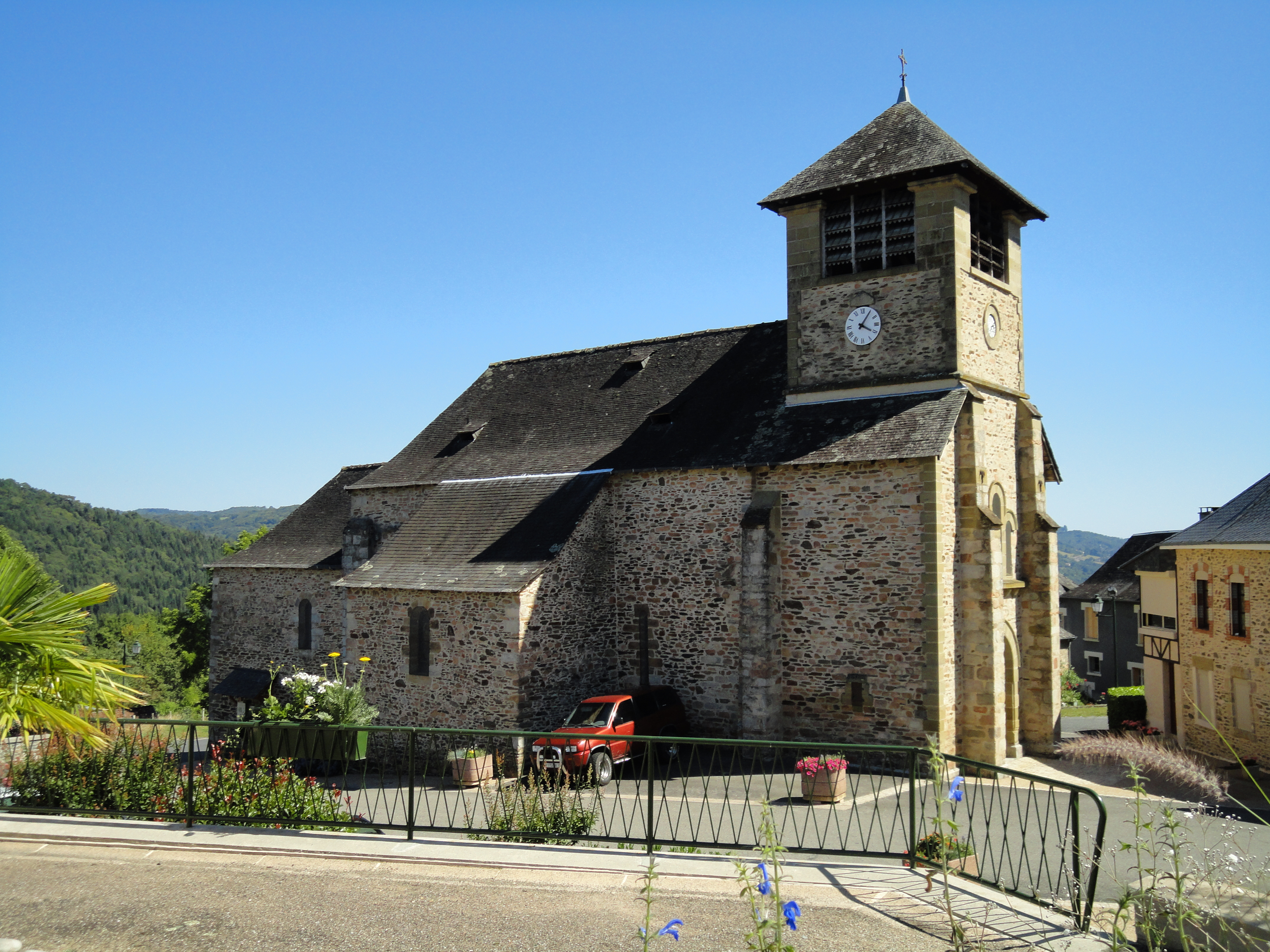
Церковь
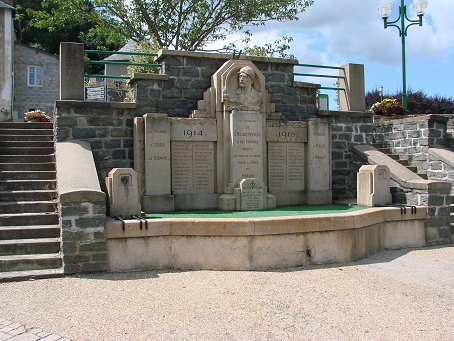
Памятник погибшим в Первой мировой войне